# 2015 Inc
 (juillet 2019).
Si vous disposez d'ouvrages ou d'articles de référence ou si vous connaissez des sites web de qualité traitant du thème abordé ici, merci de compléter l'article en donnant les références utiles à sa vérifiabilité et en les liant à la section « Notes et références ».
Pour les articles homonymes, voir 2015 (homonymie).
2015 Inc est une entreprise de développement de jeux vidéo fondée en 1998 par son président et CEO Tom Kudirka. Actuellement, les locaux de 2015 sont situés à Tulsa, dans l'Oklahoma (États-Unis). 2015 est surtout connu pour le développement de Medal of Honor : Débarquement allié. Certains de ses membres ont quitté la société pour fonder Infinity Ward et créer Call of Duty.

## Liste des jeux de 2015 Inc
- SIN: Wages of Sin — 1999, PC (Windows)
- Laser Arena — 2000, PC (Windows)
- CIA Operative : Solo Missions — 2001, PC (Windows)
- Medal of Honor : Débarquement allié — 2002, PC (Windows)
- Men of Valor — 2004, Xbox, PC (Windows)